# 新神宮橋

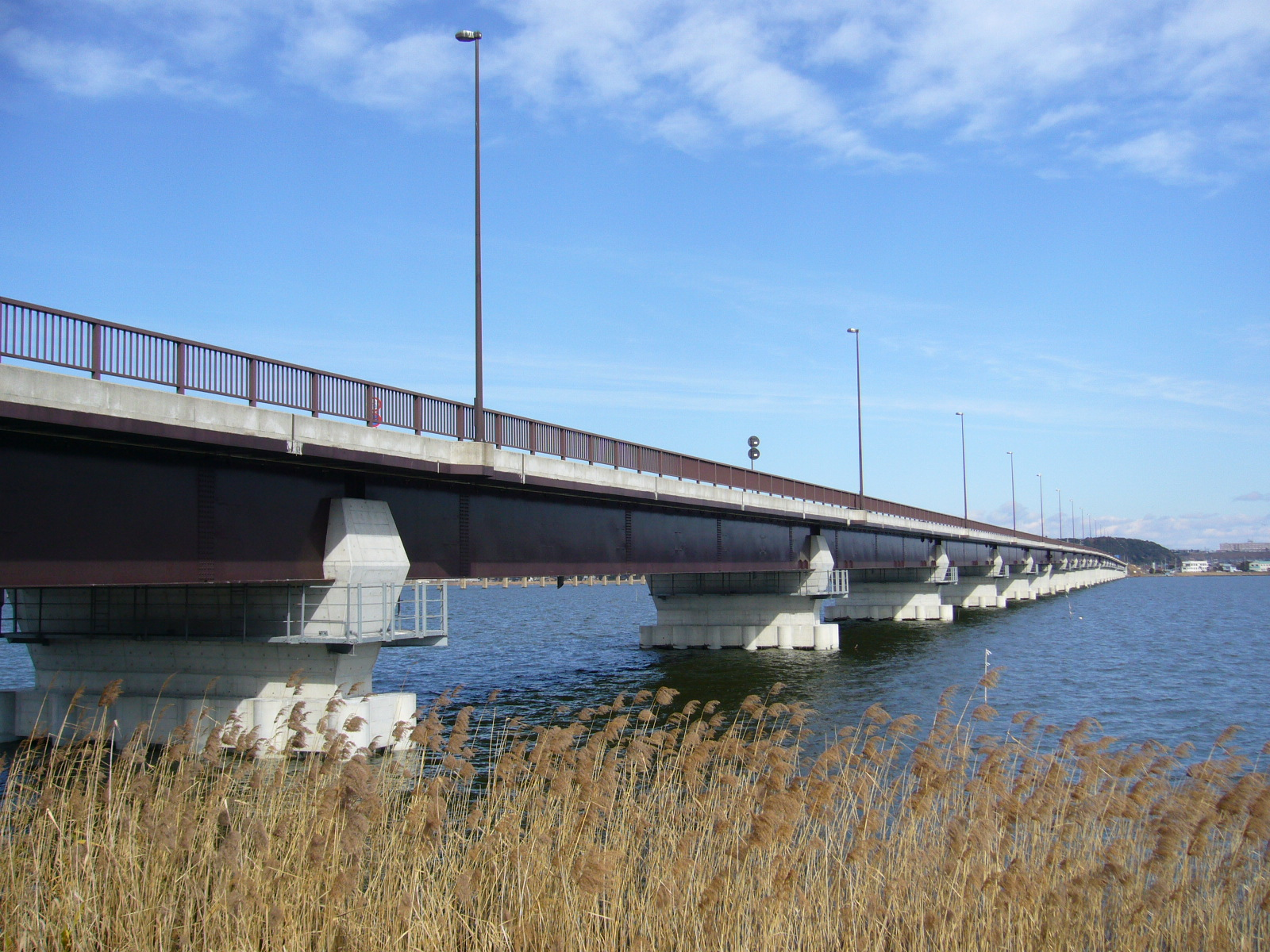
新神宮橋

新神宮橋（しんじんぐうばし）は、茨城県潮来市と鹿嶋市を結ぶ橋長1075.0メートル (m) の道路橋である。国道51号（鹿嶋バイパス）の北浦に架かる。

## 概要
北浦をまたぎ、国道51号旧道の神宮橋から上流側に約160 m離れて、JR鹿島線鉄橋と神宮橋の中間に並行して位置する。2002年のFIFAワールドカップ開催までに間に合わせるため、東京方面からの玄関口となる東関東自動車道潮来インターチェンジ (IC) から、会場となる茨城県立カシマサッカースタジアム間を結ぶ国道51号鹿嶋バイパス（約8.3 km）と茨城県道101号潮来佐原線（約2.5 km）の道路整備に合わせて建設された。現在は、計画4車線（片側2車線）のうち、暫定2車線（片側1車線）で供用中で、神宮橋側に幅3.5 mの歩道が設けられ、片側3.5 mの車道がある。
基礎は鋼管杭を橋脚1本あたり12本打ち込み、鋼製ジャケットとよばれる構造物でまとめられている。基礎上に鉄骨鉄筋コンクリート (SRC) 構造の橋脚が建ち、さらに、この上に「サンドイッチ型合板床版」とよばれる2枚の鋼鈑の間にコンクリートが充填された橋桁が載せられた構造を持つ。北浦の水深は1.5 - 3.0m程であるが、ヘドロ状の砂が地下深くまで達した軟弱地盤であるという欠点があり、これを補うために、通常の橋脚に使用される基礎杭の1.5倍程の長さにあたる約60mの基礎杭が使用されている。橋全体が脚の多くついた長テーブルのような形状をしており、橋全体の構造で地震を受け止めるようにすることによって耐震性が高められている。

### 諸元
- 橋梁形式 - 6径間連続非合成鈑桁
- 橋長 - 1075.0 m
- 総幅員 - 11.75 m 片側1車線
- 車道幅 - 7.0 m
- 路肩 - 1.25 m
- 歩道幅 - 3.5 m

## 歴史
建設費約70億円をかけて1999年2月から工事に着手し、2002年3月に竣工した。
- 1999年2月：工事に着手。
- 2002年3月：2002 FIFAワールドカップにあわせて開通。潮来 - 鹿嶋間を結ぶ神宮橋としては3代目。